# Lago Arenal
Lago Arenal är den största sjön i Costa Rica. Den är belägen nära den aktiva Arenalvulkanen. En damm som färdigställdes 1979 förstorade den redan existerande sjön, som nu spelar en central roll som reservoar till landets vattenkraftproduktion. Olika siffror säger att mellan 35 och 50 procent av landets totala energiproduktion härstammar från Arenalsjön. 
Efter att vattnet använts för att producera el leds det vidare till Guanacasteprovinsen i nordvästra Costa Rica där det används för att bevattna ris- och bönodlingar innan det slutligen rinner ut i Stilla havet. Costa Ricas regering övervägde 2007 att torrlägga sjön för att kunna bygga fler hus i området, men planeringen avbröts då landet fick finansiella problem.[källa behövs]